# Boroviće (okręg raski)
Boroviće (cyr. Боровиће) – wieś w Serbii, w okręgu raskim, w gminie Raška. W 2011 roku liczyła 89 mieszkańców.